# دوايت بيبودي
دوايت بيبودي (بالإنجليزية: Dwight Peabody)‏ هو لاعب كرة قدم أمريكية أمريكي، ولد في 26 يناير 1894 في أوبرلين في الولايات المتحدة، وتوفي في 3 يناير 1972 في فينيس، فلوريدا في الولايات المتحدة.

## وصلات خارجية
- دوايت بيبودي على موقع مرجع كرة القدم المحترفة.كوم (الإنجليزية)
- دوايت بيبودي على موقع JustSportsStats.com (الإنجليزية)